# 15523 Grenville
15523 Grenville eller 1999 XE151 är en asteroid i huvudbältet som upptäcktes den 9 december 1999 av LONEOS vid Anderson Mesa Station. Den är uppkallad efter Grenville Turner.
Asteroiden har en diameter på ungefär 5 kilometer och den tillhör asteroidgruppen Gefion.